# Ted Grant
Edward "Ted" Grant (nascido Isaac Blank  (em inglês); 9 de julho de 1913 - 20 de julho de 2006) foi um trotskista sul-africano que passou a maior parte de sua vida adulta na Grã-Bretanha. Foi um dos fundadores da tendência The Militant e mais tarde do Socialist Appeal.

## Início da vida
Os pais de Grant se estabeleceram na África do Sul depois de fugirem da Rússia Czarista, no século XIX. O nome original de sua família é Blank, como consta em sua autobiografia, porém o jornal inglês  The Guardian em um obituário sugeriu que seu nome de nascimento completo foi mantido em segredo.
Seus pais se divorciaram quando era jovem e foi criado por sua mãe de origem francesa que alugava os quartos da casa para complementar sua renda. Ele foi apresentado ao trotskismo por um desses inquilinos, Ralph Lee, que discutia política com Isaac e lhe forneceu cópias do The Militant , o jornal trotskista da Communist League of America (Liga Comunista da América) .
Em 1934, Ted mudou-se para Londres onde viveu desde então. Na viagem, ele mudou seu nome para Edward Grant, mas sempre foi conhecido como Ted. Pouco antes da guerra, liderou a formação da Workers International League (Liga Internacional dos Trabalhadores, WIL) dentro do Independent Labour Party (Partido Trabalhista Independente, ILP). Mais tarde, a WIL uniu-se com outros grupos trotskistas para formar o Revolutionary Communist Party (Partido Comunista Revolucionário, RCP). Ted sempre teve muito orgulho do trabalho executado pela WIL e pelo RCP. As publicações desse período, inclusive o Socialist Appeal, jornal do partido, contêm um material político de uma riqueza valiosa.